# بطولة العالم

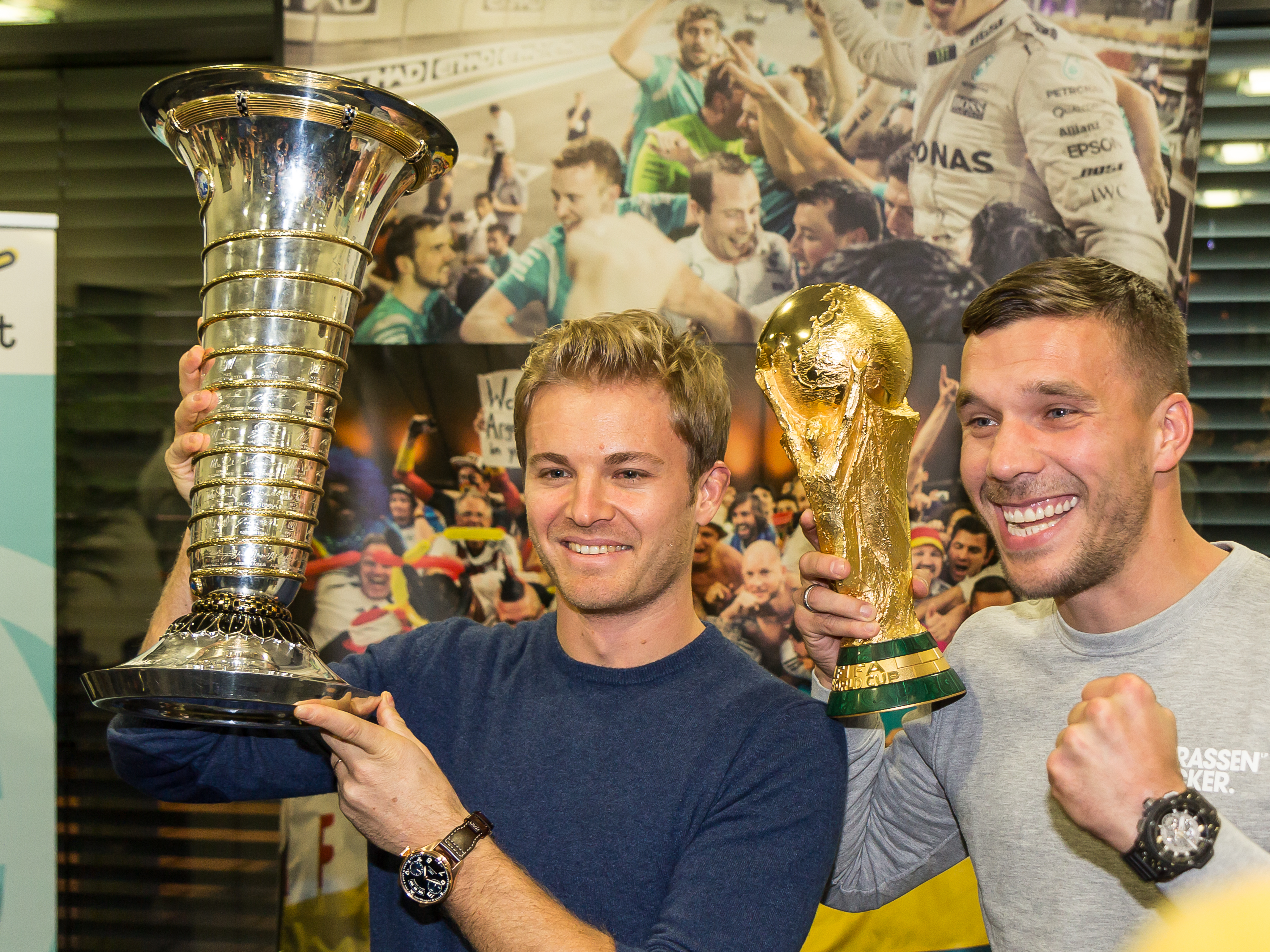

بطولة العالم هي أفضل إنجاز في رياضة أو منافسة و يسند اللقب حسب المنافسة، الترتيب، الكفاءة وغير ذلك من المعايير. يمكن هذا اللقب من تحديد أفضل دولة، منتخب، أو رياضي في العالم، في اختصاص معيّن. لا تمتلك بعض الرياضات بطولة العالم إنما كأس العالم، أو كلاهما.

## الرياضات
- ألعاب القوى: بطولة العالم لألعاب القوى
- ألعاب الكرة
  - كرة السلة
    - كأس العالم لكرة السلة

  - كرة القدم
    - كأس العالم لكرة القدم
    - كأس العالم لكرة القدم للسيدات
    - كأس العالم لأندية كرة القدم

  - كرة اليد
    - بطولة العالم لكرة اليد للرجال
    - بطولة العالم لكرة اليد للسيدات
- ألعاب القوى
  - الجودو
    - بطولة العالم للجودو